# Re:Japan
Re:Japan（リ・ジャパン）は、吉本興業所属のお笑いタレント11名で結成された音楽ユニット。2001年から2002年の期間限定で活動していた。

## 概要
コカ・コーラ社のジョージア缶コーヒーのテレビCMをきっかけに結成された。CMの設定や役を引き継いで日本テレビでグループのメンバーが出演するテレビドラマ『明日があるさ』、さらに映画『明日があるさ THE MOVIE』が作られた。
2001年にはRe:Japanと同じく坂本九の「明日があるさ」をカバーしたウルフルズとのコラボレーションで『NHK紅白歌合戦』に出場した。
翌年にはニッポン放送系の深夜ラジオ番組「オールナイトニッポン」のテーマソング「BITTERSWEET SAMBA」に歌詞を付けた「bittersweet samba〜ニッポンの夜明け前〜」を歌い、当番組とのタイアップとなった。
2012年に『HEY!HEY!HEY!』最終回SPのオープニングアクトとして出演。
スケジュールの関係で寛平は大阪から生中継で出演、療養中の花紀京は、VTRによる歌唱シーンになっていた。
2019年10月22日放送の『1番だけが知っている』内にてレコード大賞の時の映像が放送された。
それぞれの歌唱パートが放映されたが、ロンドンブーツ1号2号の歌唱パートのみ田村亮が関与した闇営業問題が原因によりカットされたが淳のみはラストサビにのみ映された。

## メンバー
- ダウンタウン（浜田雅功、松本人志）
- 東野幸治
- 山田花子
- ココリコ（遠藤章造、田中直樹）
- 藤井隆
- ロンドンブーツ1号2号（田村亮、田村淳）
- 間寛平
- 花紀京

## ディスコグラフィ
全てavex traxから発売（特記以外）。

### シングル
1. 「明日があるさ」（2001年3月28日）
デビュー曲。ドラマ『明日があるさ』主題歌。坂本九のカバー。オリコン週間シングルチャートで首位を獲得。
2. 「明日があるさ Underground 2Step Remix by ajapai」（2001年7月4日）
デビューシングルのajapaiによるリミックスシングル。チャートインせず。※Rhythm REPUBLICより発売。
3. 「bittersweet samba〜ニッポンの夜明け前〜」（2002年3月13日）
ニッポン放送系の深夜ラジオ番組「オールナイトニッポン」（当時は@llnightnippon.com(オールナイトニッポン コム)）のテーマソングを歌詞付きでカバー。ニッポン放送の2002年春のキャンペーンソング。

### アルバム
- 「look up to the sky〜明日があるさ〜」（2002年3月27日）
上記2曲のシングルのほか、オリジナル曲や坂本九の「見上げてごらん夜の星を」のカバーを含む。

### 映像作品
- 「明日があるさ」（2001年3月28日）
PVを収録。VHSのみの発売。

## NHK紅白歌合戦出場歴
| 年度/放送回               | 回 | 曲目                          | 出演順 | 対戦相手 | 備考                   |
| ------------------------- | -- | ----------------------------- | ------ | -------- | ---------------------- |
| 2001年（平成13年）/第52回 | 初 | 明日があるさ 新世紀スペシャル | 16/27  | Kiroro   | ウルフルズと合同で出演 |

注意点
- 出演順は「出演順/出場者数」で表す。

## パロディ
東野と藤井が出演しているバラエティ番組「あらびき団」にて、以下のパロディユニットが登場した。
「To:Japan」
- メンバー：博多華丸・大吉（博多華丸、博多大吉）、バッドボーイズ（佐田正樹、大溝清人）、松下笑一、パンクブーブー（佐藤哲夫、黒瀬純）

「Sa:Japan」
- メンバー：ガレッジセール（川田広樹、ゴリ）、スリムクラブ（真栄田賢、内間政成）、セブンbyセブン（玉城泰拙、宮平享奈緒）

内容は、共に「明日があるさ」の替え歌で地元ネタ（To:Japanは福岡県、Sa:Japanは沖縄県）を歌うというもの。